# Danh sách công ty đa quốc gia
| - ABN-Amro - Accenture - Aditya Birla - Airbus - Allianz - Altria Group - American Express - Apple Inc. - Arcor - Atari - AXA - Bacardi - Barrick Gold Corporation - BASF - Bayer - BBVA - Bic - Billabong - BMW - Boeing - Bombardier - BP (British Petroleum) - Brantano Footwear - Cadbury - Capital One - Chevron - Citigroup - ConocoPhillips |  | - Daimler AG - Dell - Dutch East India Company - EA - Electronic Data Systems - Eni - Embraer - Epson - Ernst & Young - ExxonMobil - Fiat - Ford Motor Company - General Electric - General Motors - Gerdau - Gillette - Google - Halliburton - Hearst Corporation - Hewlett Packard - Hindustan Computers Limited - Hitachi, Ltd. - Honda - HSBC - Hoa Vi - Hutchison Whampoa Limited |  | - ICICI - Infosys - Ingersoll Rand - ING Group - International SOS - Intel Corporation - Isuzu - Jardine Matheson - Johnson & Johnson - KPMG - Krispy Kreme - LG - Lockheed Martin - Masterfoods - Microsoft - Monsanto - NeST - Nestlé - News Corporation - Nike, Inc. - Nissan - Novartis - Parmalat - PepsiCo - Petronas - Pfizer - Philips - Procter & Gamble |  | - Regus - Shell - Samsung - Schlumberger - Siemens - Sony - Square/Square Enix - Tata Consultancy Services - Techint (Tenaris/ Ternium) - Telefonica - Texas Instruments - The Walt Disney Company - Toshiba - Total S.A. - Toyota - TRG International - Unilever - Virgin Group - Vale do Rio Doce - Videocon - Vodafone - Wal-Mart Stores, Inc. - Wipro Ltd. - Xerox - Yakult - Thvinhco - Viettel |